# The Piano Guys
The Piano Guys è un gruppo musicale statunitense formatosi nel 2011 e divenuto popolare grazie a YouTube, che produce cover di brani musicali celebri di ogni genere, accompagnate da video girati e montati da Paul Anderson e Tel Stewart.

## Storia
Si può far risalire la fase iniziale della formazione del gruppo all'incontro fra Paul Anderson e Jon Schmidt. Anderson era il proprietario di un negozio di pianoforti a St. George in Utah, e presso il suo esercizio commerciale Jon Schmidt effettuò delle prove per un concerto. In seguito, Paul Anderson e Tel Stewart iniziarono – solo per divertimento – a produrre insieme video di Jon Schmidt. Non molto tempo dopo i due iniziarono a collaborare con Steven Sharp Nelson, Joseph Sanns e Al van der Beek. Così – una volta formato il gruppo – incominciarono a produrre cover di canzoni e a pubblicarle su YouTube. In breve tempo il gruppo ha riscosso un successo notevole: oltre dodici milioni di visualizzazioni per ogni video.
Nel giugno del 2011, i Piano Guys vinsero la competizione "On the Rise" con due video: Pirates of the Caribbean, con la collaborazione di Jarrod Radnich, e Michael Meets Mozart con Jon Schmidt e Steven Sharp Nelson, e la messa in onda di questi video li ha resi celebri su YouTube. Con l'esordio nella competizione, il video Pirates of the Caribbean è diventato il più popolare. In esso è presente il pianista e compositore Jarrod Radnich mentre mostra le sue capacità di esecuzione e composizione al pianoforte. L'ultimo video di questo brano pubblicato dai Piano Guys ha ricevuto venticinque milioni di visualizzazioni da parte degli utenti, più di ogni altro video sul canale. Di recente la Sony ha richiesto ai Piano Guys di rimuovere i video in cui appare Radnich, dal momento in cui la sua partecipazione poteva generare dei dubbi riguardo alla composizione del gruppo, sembrando Radnich stesso uno dei componenti. Successivamente, Radnich ha caricato il video separatamente sul suo canale di YouTube.
In origine Pirates of the Caribbean, caricato il 20 giugno 2010, presentava l'originale disposizione di imitazioni della colonna sonora del film di Klaus Badelt Pirati dei Caraibi. È lo stesso brano che viene suonato alla Disneyland's Dream Home of the Future eseguito a Tomorrowland da un pianista in base alla composizione di Radnich oltre 3000 volte al giorno. I Piano Guys hanno registrato un altro video con Jarrod Radnich, pubblicato il 7 giugno 2011, per poterlo caricare su YouTube in tempo per la competizione. È una virtuosistica rielaborazione dell'Hedwig's Theme di John Williams, tratto dalla colonna sonora del film Harry Potter e la Pietra Filosofale. Nel mese di dicembre 2012 il video ha ottenuto nove milioni di visualizzazioni; prima di venire rimosso dal canale, tuttavia, è stato ricaricato sul canale di Radnich.
Il loro primo album risale al dicembre del 2011. Il secondo album invece, The Piano Guys, ha raggiunto la prima posizione nel Billboard New Age Albums chart nel 2012. Nel settembre del 2012 è stato annunciato che i Piano Guys avevano firmato un contratto con la Sony.

## Musica
- Michael Meets Mozart: pubblicata il 17 maggio del 2011, vuole essere un tributo a Michael Jackson e Mozart. Inoltre tale canzone presenta una grande varietà di effetti sonori, prodotti esclusivamente dagli strumenti presenti nel video.
- The Cello Song: pubblicata il 14 giugno 2011, è una canzone ispirata a Johann Sebastian Bach.
- Moonlight: pubblicata il 14 luglio del 2011, è ispirata a Ludwig van Beethoven e al suo capolavoro Moonlight Sonata.
- Rock meets Rachmaninoff: pubblicata il 25 luglio del 2011, in essa appare Jon nell'atto di suonare il preludio in C# minore di Sergej Rachmaninoff.
- Cello Wars: pubblicata il 2 dicembre 2011, è una parodia della colonna sonora di Guerre stellari.
- Peponi: pubblicata il 9 gennaio 2012 e realizzata insieme a Alex Boyé, è una cover di Paradise dei Coldplay in stile africano, infatti "Peponi" significa "Paradiso".
- Beethoven's 5 Secrets: nel 2012 l'orchestra dell' American Heritage Lyceum Philharmonic e il suo direttore, Kayson Brown, propose di comporre un brano basato sulla Sinfonia n°5 di Ludwig van Beethoven. L'orchestra suonò The Beethoven's Secrets con The Piano Guys. Su Youtube il brano ottenne 2 milioni di visualizzazioni in 2 mesi dalla pubblicazione. Esso consiste nel brano Secrets degli OneRepublic a cui vengono aggiunti frammenti della Sinfonia No.5 di Beethoven. Nella versione vocale su Youtube a cantare è Tiffany Alvord.

## Formazione
- Jon Schmidt
- Steven Sharp Nelson
- Tel Stewart
- Paul Anderson
- Al van der Beek

## Discografia

### Album
- 2011 - YouTube Hits Vol. 1
- 2012 - The Piano Guys
- 2013 - A Family Christmas
- 2013 - The Piano Guys 2
- 2014 - Wonders
- 2016 - Uncharted